# Грузія (теплохід)
«Грузія» (рос. Грузия, спочатку Sobieski) — радянський пасажирсько-вантажний теплохід, побудований на британській верфі Swan Hunter в 1939 році як трансатлантичний лайнер для лінії Гдиня — Америка (GAL, пізніше PTTO).

## Історія
Судно призначалося для заміни на південноамериканських напрямках застарілих пароплавів Kościuszko и Pulaski, що належали до заснованої в 1930 році лінії GAL. Як і однотипний Chrobry, який отримав ім'я Болеслава I Хороброго, цей теплохід також був названий на честь польського короля — Яна III Собеського.

## Друга світова війна

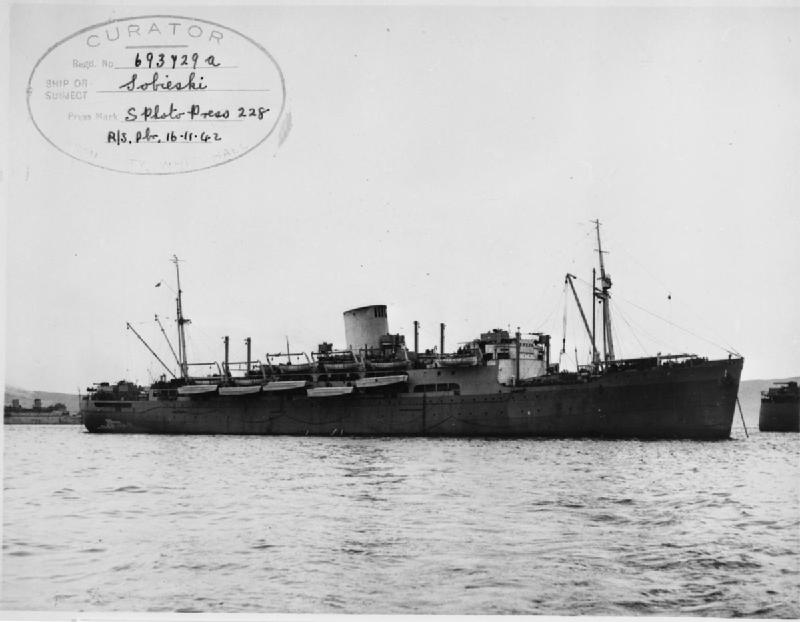
Військовий транспорт «Sobieski»

Під час Другої світової війни переобладнаний у військовий транспорт. Використовувався в декількох операціях Альянтів: («Аріель» / «Антена»), боях за Дакар, Мадагаскарська операція) та інших. На ньому в Сінгапур було доставлено британську 18-а піхотна дивизія.

## Повоєнні роки
По завершенні війни «Собеський» брав участь в репатріації частин Кембріджширського полку 18-ї дивізії, що знаходилися в японському полоні, а також військовополонених з сінгапурської в'язниці Чангі. Однак, діставшись через Кейптаун до Саутгемптона, замість урочистої зустрічі, вони потрапили на страйк докерів.
З 1947 року теплохід повернувся до цивільної роботи; в квітні того ж року він в рамках сприяння організації  Червоного Хреста перевозить польських дітей в Данію. Далі він все ще під прапором Польщі працює на лініях Генуя — Нью-Йорк і Неаполь — Галіфакс.

## Під радянським прапором
У 1950 році проданий СРСР, змінив назву на «Грузія», увійшов до складу ЧМП (реєстрація судна — Одеса) й почав виконувати регулярні рейси на Кримсько-Кавказькій лінії. У квітні 1975 року проданий на злам в італійський порт Ла-Спеція і утилізований.

## Капітани
- Анатолій Григорійович Гарагуля (1965—1975)

## В масовій культурі
У фільмі «Корона Російської імперії, або Знову невловимі», що вийшов на кіноекрани в 1971 році, теплохід «Грузія» «зіграв» роль пароплава «Глорія», а Анатолій Гарагуля - його капітана.